# Episodi di One Piece (terza stagione)
Questa è la lista degli episodi della terza stagione della serie televisiva anime One Piece, prodotta da Toei Animation, diretta da Kōnosuke Uda e tratta dall'omonimo manga di Eiichirō Oda.
La terza stagione si intitola "Appare Chopper: saga dell'Isola Invernale (チョッパー登場・冬島篇?, Choppā tōjō: fuyujima hen)" e raggruppa dal 78º al 92º episodio della serie. Essa ha luogo sull'isola di Drum, dove i protagonisti giungono alla ricerca di un medico.
Gli episodi sono andati in onda in Giappone su Fuji TV dal 26 agosto al 9 dicembre 2001 e in Italia su Italia 1 dal 24 febbraio al 28 marzo 2003.
La sigla di apertura è Believe delle Folder5, mentre quelle di chiusura sono Shōchi no suke (しょうちのすけ?) di Shōjo Suitei per gli episodi fino all'81 e BEFORE DAWN di AI-SACHI per i restanti episodi. L'edizione italiana ha adottato invece come sigla unica di apertura e di chiusura Tutti all'arrembaggio! di Cristina D'Avena e Giorgio Vanni.

## Lista episodi
| Nº | Titolo italiano Giapponese 「Kanji」 - Rōmaji - Traduzione letterale | In onda           | In onda          |
| Nº | Titolo italiano Giapponese 「Kanji」 - Rōmaji - Traduzione letterale | Giapponese        | Italiano         |
| 78 | Nami è malata 「ナミが病気？海に降る雪の向こうに！」 - Nami ga byōki? Umi ni furu yuki no mukō ni! – "Nami è malata? Oltre la neve che cade sul mare!" | 26 agosto 2001    | 24 febbraio 2003 |
| 78 | Dori e Brogi, dopo aver aiutato la ciurma di Rufy a uscire dal gigantesco pesce che aveva inghiottito la loro nave, gettano via le loro armi ormai inutilizzabili. Durante la navigazione verso il regno di Alabasta, Nami crolla a terra a causa di una febbre particolarmente alta. Tra i membri della ciurma di Cappello di Paglia nessuno ha competenze mediche e la destinazione è ancora lontana, perciò i pirati valutano la possibilità di fermarsi su qualche isola per cercare una cura per Nami. Lei minimizza la situazione e rivela di aver letto su un giornale che la situazione nel regno di Alabasta è peggiorata e di aver nascosto la notizia a Bibi per non farla preoccupare, insistendo affinché la rotta non venga modificata. Bibi è però convinta che prima sia necessario curare Nami. Mentre il viaggio prosegue, i pirati vedono Chess che pare essere fermo in piedi in mezzo all'acqua. |                   |                  |
| 79 | Attacco a sorpresa 「奇襲！ブリキング号とブリキのワポル」 - Kishū! Burikingu gō to Buriki no Waporu – "Attacco a sorpresa! La Bliking e Wapol, l'uomo di latta" | 2 settembre 2001  | 26 febbraio 2003 |
| 79 | All'improvviso un sottomarino emerge di fronte alla ciurma di Rufy; Chess, che sembrava galleggiare sull'acqua, era in realtà in piedi su di esso. Decine di uomini salgono a bordo della Going Merry e circondano i membri della ciurma con i loro fucili. Wapol chiede la consegna dei loro tesori e, grazie ai poteri del frutto del diavolo Gnam Gnam, inizia a mangiarsi alcuni pezzi della Going Merry causando l'ira di Rufy: ne scaturisce così una battaglia in cui la ciurma di Rufy ha la meglio e che culmina con il lancio di Wapol fuori bordo. A questo punto gli altri pirati corrono a soccorrerlo perché Wapol, avendo mangiato un frutto del diavolo, non può nuotare mentre Bibi realizza di avere già visto Wapol. Nel frattempo Smoker è venuto a conoscenza della conversazione avvenuta a Little Garden tra Sanji e Crocodile. Nonostante non conosca tutti i dettagli, comprende che Mr. 11, che ha catturato pochi giorni prima, fa parte di un'organizzazione criminale. Sapendo di Bibi decide di raggiungere l'isola, con la speranza di catturare la ciurma di Rufy. Nei giorni successivi la temperatura si abbassa stabilmente e per questo Bibi deduce che si stanno avvicinando ad un'isola invernale, l'isola di Drum. Bibi spiega infatti che nella rotta maggiore le isole hanno un clima particolare e stabile, a differenza che in mare aperto. Poco dopo infatti Sanji avvista un'isola e la ciurma vi si dirige per curare Nami. Mentre sono in procinto di sbarcare, la popolazione locale li raggiunge e ordina loro di andarsene immediatamente e Bibi viene colpita da un proiettile. |                   |                  |
| 80 | Alla ricerca del dottore 「医者のいない島？名も無き国の冒険！」 - Isha no inai shima? Na mo naki kuni no bōken! – "Un'isola senza dottori? Avventura in una terra senza nome!" | 9 settembre 2001  | 28 febbraio 2003 |
| 80 | Bibi è stata solo colpita di striscio ad un braccio, perciò si rialza e implora la popolazione di curare Nami. Dorton, impressionato, accompagna i pirati al villaggio più vicino, mentre Zoro e Karl rimangono di guardia alla nave. Dorton guida i pirati fino a Bighorn e li fa accomodare a casa sua, dopodiché spiega ai suoi ospiti che solo Kureha può curare Nami, ma abita nel castello in cima alla montagna che sorge al centro dell'isola. Poiché le condizioni di Nami sono molto gravi, la ciurma decide di non aspettare che Kureha li raggiunga, ma di scalare la montagna. Rufy e Sanji partono portando Nami con loro, mentre Usop e Bibi rimangono al villaggio. Mentre attendono il loro ritorno, Dorton decide di raccontare ai due la storia dell'isola. In passato l'isola era piena di abilissimi dottori, ma un giorno fu attaccata dai pirati di Barbanera, inaspettatamente ciò ebbe una piega positiva perché Wapol, che regnava crudelmente sull'isola, fuggì. È infatti da un anno che Wapol cerca di tornare nella sua patria. Rufy e Sanji si trovano di fronte un aggressivo branco di Lapin, conigli carnivori, mentre la ciurma di Wapol avvista l'isola e si prepara a fare ritorno. |                   |                  |
| 81 | È una strega o è un dottore? 「ハッピーかい？魔女と呼ばれた医者」 - Happi kai? Majō to yobareta isha – "Siete felici? Una dottoressa chiamata strega" | 16 settembre 2001 | 3 marzo 2003     |
| 81 | Rufy non può attaccare i Lapin perché, portando Nami sulla schiena, rischierebbe di farle del male ed è costretto a limitarsi a schivare gli attacchi. Sanji invece può sferrare i calci, ma la neve gli rende difficile usare grande forza. I due proseguono la corsa verso il castello inseguiti dagli animali. A Bighorn, Bibi e Usop scoprono che Kureha si trova in un villaggio poco distante. Per questo decidono di raggiungerla e chiederle di tornare immediatamente al suo castello, dove credono che Rufy e Sanji siano già arrivati. Durante il viaggio, Dorton racconta ai due che in passato faceva parte delle guardie della famiglia reale. Quando Wapol salì sul trono, costrinse i 20 migliori dottori dell'isola a lavorare esclusivamente per lui, formando gli E.C. Twenty ed esiliando gli altri, e li portò con sè quando abbandonò il popolo durante l'invasione dell'isola da parte di Barbanera. Dorton, Usop e Bibi raggiungono Cocoa Weed, ma scoprono che Kureha ormai se ne è già andata, diretta a Gyasta. In quell'istante, Dorton viene informato che Wapol è appena tornato. Dorton non perde tempo e corre ad affrontarlo trasformandosi. Nel frattempo i Lapin, per fermare Rufy e Sanji, provocano una valanga. |                   |                  |
| 82 | La valanga 「ドルトンの覚悟！ワポル軍団島に上陸」 - Doruton no kakugo! Waporu gundan shima ni jōriku – "La determinazione di Dorton! L'esercito di Wapol giunge sull'isola" | 7 ottobre 2001    | 5 marzo 2003     |
| 82 | Rufy e Sanji cercano di sfuggire alla valanga causata dai Lapin, ma vengono travolti. Bibi e Usop cercano di raggiungere Kureha a Gyasta, mentre la popolazione dell'isola si dirige armata a Bighorn per respingere Wapol, che ha già iniziato a opprimerne gli abitanti. Dorton, appena arrivato, non perde tempo e lo colpisce con la sua arma, però il pirata viene immediatamente curato dai 20 medici. Wapol ordina alle guardie di attaccare, ma Dorton le sconfigge tutte; poi però, per proteggere la popolazione, si lascia colpire da alcune frecce. All'improvviso la valanga raggiunge i piedi della montagna e travolge tutta la città di Bighorn. Rufy, che si è salvato grazie al sacrificio di Sanji, recupera Sanji che ha perso i sensi e riprende il viaggio verso la montagna. Lungo il cammino scopre che il capobranco dei lapin è finito sotto la neve e lo tira fuori, salvandogli la vita. Wapol, che grazie al suo frutto del diavolo è riuscito a uscire dalla neve, raggiunge Rufy e si prepara ad affrontarlo. |                   |                  |
| 83 | La scalata 「雪の住む島！ドラムロッキーを登れ！」 - Yuki no sumu shima! Doramu Rokkī o nobore! – "L'isola dove alberga la neve! La scalata delle Drum Rockies!" | 7 ottobre 2001    | 7 marzo 2003     |
| 83 | Rufy viene attaccato da Wapol e per via delle mani occupate non riesce a difendersi e rischia di essere colpito, ma due Lapin accorrono in suo soccorso attaccando Chess e Cromarlimo. Si tratta dell'animale che aveva salvato poco prima e della sua famiglia, intenzionato a saldare il debito di riconoscenza. Una volta giunto alla base della montagna, Rufy inizia la scalata. Nel frattempo, a valle, Bibi salva Usop dall'assideramento e in seguito incontrano Zoro, che stava vagando a torso nudo sull'isola prima di essere travolto dalla valanga. I tre raggiungono Bighorn, dove trovano numerosi soldati di Wapol. Zoro ne attacca uno per sottrarre un cappotto, dopodiché si difende dal contrattacco degli altri sconfiggendoli. Con molta fatica, ferendosi alle mani e ai piedi e rischiando anche di cadere, Rufy raggiunge la cima della montagna. Subito dopo perde i sensi e rischia nuovamente di cadere, ma viene salvato da Chopper. Quando Nami si risveglia trova nella sua stanza Chopper. |                   |                  |
| 84 | La renna con il naso blu 「トナカイは青っ鼻！チョッパーの秘密」 - Tonakai wa ao hana! Choppā no himitsu – "Quella renna ha il naso blu! Il segreto di Chopper" | 21 ottobre 2001   | 10 marzo 2003    |
| 84 | Nami fa la conoscenza di Kureha, che le spiega che la malattia che l'ha colpita è dovuta a un insetto di nome Kescia, che vive nelle giungle tropicali e che l'avrebbe uccisa nel giro di altri due giorni. Esso si era estinto 100 anni fa, ma Nami lo ha incontrato nell'isola preistorica di Little Garden. Chopper invece si occupa di curare Rufy e Sanji, che stanno dormendo. I due pirati però si svegliano e vedendolo iniziano a dargli la caccia con l'intenzione di cucinarlo e mangiarlo. Wapol e i suoi sottoposti iniziano a dirigersi verso il castello; gli abitanti di Bighorn invece cercano di estrarre Dorton dalla neve che lo ha sepolto e quando ci riescono scoprono che il suo cuore si è fermato. Kureha racconta a Nami la storia di Chopper. Può parlare e camminare su due zampe perché ha mangiato il frutto del diavolo Homo Homo. Fu tenuto in disparte dal suo branco per via del suo naso blu e quando mangiò il frutto del diavolo venne completamente emarginato e scacciato. Cercò allora di inserirsi tra gli umani, ma nemmeno loro lo accettarono, così fu costretto a vivere da solo. Rufy e Sanji si rendono conto che Chopper cammina su due zampe, sa parlare ed è abile a combattere. Questo spinge Rufy a volerlo nella sua ciurma. |                   |                  |
| 85 | Il dottore e la renna 「はみだし者の夢！やぶ医者ヒルルク！」 - Hamidashimono no yume! Yabu isha Hiruruku! – "Il sogno di un paria! Hillk il ciarlatano!" | 28 ottobre 2001   | 12 marzo 2003    |
| 85 | Comincia il flashback sul passato di Chopper. Originariamente era disprezzato e fu cacciato dal suo branco a causa del suo naso blu. Successivamente mangiò il frutto Homo Homo, che gli diede sembianze umane e il dono della parola. Il suo aspetto mostruoso intimorì anche gli abitanti dell'isola che gli diedero la caccia, ferendolo. Sennonché Hillk lo trovò solo, disperato e ferito e lo portò con sé per curarlo. Hillk e Chopper iniziarono a stringere una forte amicizia. Hillk iniziò a insegnare a Chopper i rudimenti della medicina, trasmettendogli il suo ideale, cioè che nessuna malattia era incurabile, simboleggiato da una bandiera pirata, un teschio con dei petali di ciliegio. Hillk, anni prima, era un ladro ma, dopo essere approdato in un paese occidentale guarì vedendo centinaia di ciliegi in fiore, e da quel momento decise di non essere più un criminale, ma di voler fare del bene alle persone. Il più grande desiderio di Hillk era ricostruire quell'immagine a Drum per guarire i cuori malati dei suoi concittadini, nonostante non possa far crescere di ciliegi in una isola invernale. |                   |                  |
| 86 | Un sogno da salvare 「トヒルルクの桜と受け継がれゆく意志！」 - Hiruruku no sakura to uketsuga re yuku ishi! – "I fiori di ciliegio di Hillk e una volontà tramandata nel tempo!" | 4 novembre 2001   | 14 marzo 2003    |
| 86 | Hillk si ammalò e decise con uno stratagemma di scacciare in malo modo Chopper, per non farlo preoccupare. Chopper però spiò lui e Kureha mentre discutevano e comprese i motivi di Hillk. Dopo aver letto un libro di medicina trova l'immagine di un fungo (l'Amiudake) e si ricorda che una volta, mentre assisteva Hillk, aveva sentito dire da delle guardie che questa poteva curare ogni malattia. Dopo grandi fatiche, Chopper trova il fungo e lo dà a Hillk, che comprendendo la bontà del gesto di Chopper assunse la medicina. Nel frattempo nell'isola cominciò a circolare la notizia che gli e.c 20 di Wapol fossero gravemente malati. Appresa la cosa, Hillk si recò a palazzo con l'obbiettivo di curare i medici ammalati. Nello stesso momento Kureha si dirige a casa di Hillk e incontra Chopper, che le riferisce che grazie al fungo da lui trovato potrà guarire. Kureha spiega a Chopper che il fungo in realtà è velenoso e che chi lo ingerisce rischia di morire entro un'ora. Nel frattempo Hillk scopre che i medici non erano affatto malati e che la voce era stata sparsa da Wapol per attirare al castello lui e Kureha, gli unici medici rimasti fuori dal suo controllo. Hillk è felice di apprendere la notizia perché significa che i dottori avrebbero potuto continuare a curare la popolazione e, dopo avere pronunciato toccanti parole, si fa esplodere di fronte al palazzo di Wapol. Chopper, che nel frattempo era arrivato al palazzo e aveva assistito alla scena, cercò di attaccare Wapol e i suoi uomini, ma Dorton, colpito dalla morte di Hillk intervenne e lo fece fuggire, evitando così la sua morte. Chopper andò quindi a vivere con Kureha, che accettò di insegnargli le arti mediche, mentre Dorton venne imprigionato da Wapol per essersi ribellato. |                   |                  |
| 87 | La difesa della bandiera 「ＶＳワポル軍団！バクバクの実の能力」 - VS Waporu gundan! Baku Baku no Mi no nōryoku! – "Addosso agli uomini di Wapol! Il potere del Frutto Gnam-Gnam" | 11 novembre 2001  | 17 marzo 2003    |
| 87 | Rufy colpisce Wapol e vorrebbe continuare, per vendicarsi di tutti i guai che la sua ciurma ha passato per via di Wapol. Improvvisamente si accorge di indossare abiti troppo leggeri e per questo torna nel castello per coprirsi. Wapol decide di distruggere la bandiera di Hillk e di uccidere tutti gli occupanti del castello, così ordina ai suoi sottoposti di partire all'attacco. Cromarlimo ricopre Sanji con alcune palle di capelli elettrostatiche e Chess gli appicca fuoco, Chopper invece viene intrappolato nella bocca di Wapol. Quest'ultimo riesce a salvarsi perché Sanji scaglia Rufy, appena tornato, contro la pancia di Wapol. Questi si rialza e decide di utilizzare la sua mossa vincente, la Gnam Gnam Factor: dopo che la sua pancia diventa una fabbrica, ingoia i suoi subordinati e crea Chessmarlimo, una fusione dei suoi stessi subordinati. Poi spara alla bandiera di Hillk provocando l'ira di Chopper, che lo attacca, ma che viene colpito da una cannonata. Rufy nel frattempo riattacca la bandiera alla cima del castello perché una bandiera pirata è sacra e non deve essere distrutta. |                   |                  |
| 88 | L'arma segreta di Chopper 「動物系悪魔の実！チョッパー七段変形」 - Zoan Akuma no Mi! Choppā shichidan hengei – "Il Frutto di tipo Zoo Zoo! Le sette trasformazioni di Chopper" | 18 novembre 2001  | 19 marzo 2003    |
| 88 | Chopper, nel vedere il coraggio e la determinazione di Rufy, ripensa al passato. Wapol decide di sparare un altro colpo di cannone, mentre Chopper prova a impedirglielo; il suo attacco viene però intercettato da Chessmarlimo. Rufy allora torna in mezzo ai combattenti e decide di affrontare Wapol, lasciando che Chopper affronti Chessmarlimo, ma quest'ultimo non si preoccupa perché sa, da Dorton che era stato loro compagno, che i frutti Zoo Zoo offrono solo tre trasformazioni: una umana, una animale e una intermedia. In realtà Chopper dimostra di poter ottenere altre quattro forme grazie a un farmaco di sua invenzione: la rumble ball. Prima usa il Jump Point, una trasformazione con cui riesce a spiccare grossi balzi, poi il Guard Point, che genera una pelliccia così spessa da riuscire a proteggerlo ad ogni urto per evitare i colpi. Analizzando Chessmarlino sempre grazie al potere della rumble ball, capisce che il suo punto debole è il mento di Chess, così lo colpisce e vince. A Bighorn, gli e.c. 20, che non sono più sotto il potere di Wapol, curano le gravi ferite di Dorton, che non appena si riprende decide di raggiungere il castello per impedire a Wapol di insediarsi di nuovo sul trono. Zoro, Usop e Bibi decidono di accompagnarlo utilizzando una funivia, che Kureha usa segretamente. Wapol, durante la confusione, si è introdotto segretamente nel castello e quando Rufy se ne accorge parte subito al suo inseguimento. |                   |                  |
| 89 | La sconfitta del re 「王国の支配終る時！信念の旗は永遠に」 - Ōkoku no shihai owaru toki! Shinnen no hata wa eien ni – "La fine del Regno! La bandiera della fiducia sventolerà per sempre" | 25 novembre 2001  | 21 marzo 2003    |
| 89 | Wapol vede Nami e decide di attaccarla. Prima che possa farle del male, però, Rufy lo raggiunge e lo colpisce. Wapol decide di mangiare tutte le armi presenti nell'armeria, ma non trova più la chiave e cambia piano: corre verso l'ultimo piano dove è custodito il Royal Drum Crown, un enorme cannone, e prova a usarlo contro Rufy che lo ha inseguito, ma l'arma non funziona perché degli uccelli ci hanno fatto il nido. Rufy afferra Wapol e si prepara a colpirlo, così Wapol trasforma la lingua in un cannone e gli spara. Rufy evita il proiettile e afferra Wapol, scagliandolo verso la cima della torre dove rimane incastrato. Poi lo raggiunge dall'esterno e lo colpisce di nuovo, scagliandolo oltre l'orizzonte. Al loro arrivo sulla cima della montagna, Zoro, Bibi e Usop scoprono che è tutto finito. Dorton viene a sapere che parte del merito è di Chopper che già in passato aveva incontrato e perciò lo ringrazia per tutto quello che ha fatto negli ultimi anni. Rufy, invece, inizia a pretendere che Chopper si unisca alla sua ciurma. |                   |                  |
| 90 | Il miracolo dei ciliegi 「ヒルルクの桜！ドラムロッキーの奇跡」 - Hiruruku no sakura! Doramu rokkī no kiseki – "I ciliegi in fiore di Hillk! Miracolo sulle Drum Rockies" | 2 dicembre 2001   | 24 marzo 2003    |
| 90 | Chopper pensa alle parole di Hillk, quando all'improvviso Rufy lo raggiunge e riprende a inseguirlo per convincerlo a partire. Kureha nel frattempo si fa consegnare la chiave dell'armeria del castello da Nami e a modo suo, acconsente affinché Nami e Sanji se ne vadano. Quando cala la sera, Rufy è ancora intento a provare a convincere Chopper a unirsi alla sua ciurma: Chopper vorrebbe prendere il mare, ma si ritiene troppo diverso da loro, che sono umani. Lo ringrazia per l'invito e lo invita a tornare prima o poi, ma Rufy non vuole sentire ragioni e gli fa cambiare idea. Kureha ordina agli abitanti di Drum di portare all'esterno del castello tutti i cannoni presenti nell'armeria di Wapol, dopodiché viene raggiunta da Chopper che vuole darle la notizia che partirà. Kureha critica la sua scelta e insiste affinché rimanga, cominciando addirittura a inseguirlo e a lanciargli contro delle asce. Chopper allora raggiunge l'uscita e inizia a trainare la slitta, su cui fa salire i suoi nuovi compagni prima di proseguire la fuga. Kureha si prepara a dare un saluto speciale a Chopper: ordina che tutti i cannoni facciano fuoco verso l'alto dopo averli caricati con la polvere creata da Hillk. L'effetto ottenuto è quello di fare assomigliare la montagna e la neve a un ciliegio in fiore e chiunque ammira il risultato rimane senza parole per lo stupore. |                   |                  |
| 91 | Addio, isola di Drum! 「さようならドラム島！僕は海へ出る！」 - Sayounara Doramu-jima! Boku wa umi e deru! – "Addio isola di Drum! Viaggerò lungo i mari!" | 9 dicembre 2001   | 26 marzo 2003    |
| 91 | La Going Merry prende nuovamente il mare e la ciurma festeggia Chopper. Nami gli consegna la sua borsa, che Kureha aveva già preparato in previsione della sua partenza, dopodiché tutti a bordo iniziano a festeggiare. Anche Chopper, in breve tempo, comincia a divertirsi con i suoi nuovi amici. Kureha e Dorton parlano del futuro di Drum, Dorton ripensa a quando molti anni prima, al Reverie, aveva notato la differenza di comportamento tra Wapol e Bibi, che a quell'epoca aveva solo 10 anni. All'improvviso a Dorton consegnano il manifesto con la taglia di Rufy, consegnato una settimana prima da un certo Ace che stava dando la caccia a Barbanera. Non avendolo trovato era ripartito, consegnando il manifesto e chiedendo di riferire a Rufy che l'avrebbe aspettato nel regno di Alabasta per 10 giorni. Kureha dimostra molto interesse per Rufy, notando che possiede la D. posseduta anche da Roger rivelando che il vero nome del Re dei Pirati era Gol D. Roger e stupendosi del fatto che adesso tutti lo chiamino semplicemente Gold Roger. Il giorno successivo, la ciurma di Rufy si prepara a raggiungere il regno di Alabasta e per questo aggiorna Chopper sulla situazione del regno e sul complotto ordito dalla Baroque works guidata da Crocodile. Nel frattempo nel regno di Alabasta una ciurma di pirati semina il panico in una città portuale e Crocodile decide di andare a sconfiggerli per mantenere la sua copertura. |                   |                  |
| 92 | Le stravaganze di Mr. 2 「アラバスタの英雄と船上のバレリーナ」 - Arabasta no eiyū to senjō no barerīna – "L'eroe di Alabasta e una ballerina sulla nave" | 9 dicembre 2001   | 28 marzo 2003    |
| 92 | Mr. 2 Von Clay, della Baroque Works, mentre attraversa una zona di nebbia viene fatto cadere dalla sua nave da Karl, usato come esca dai pirati di Rufy. Mr. 2 viene portato a bordo della Going Merry. Ha mangiato il frutto del diavolo Mimo Mimo, tramite il quale toccando gli altri riesce a riprodurne le sembianze e la voce. Mr. 2 tocca il volto di tutti i passeggeri della nave ad eccezione di Sanji, che si trovava in cucina, e, grato ai pirati per avergli salvato la vita, decide di mettere in scena uno spettacolo in cui scorre velocemente una serie di volti. Bibi a un certo punto si spaventa e, dopo la partenza di Mr. 2, rivela di averlo riconosciuto, visto che durante le trasformazioni ha assunto il volto di Cobra. La ciurma decide di mettersi al braccio un laccio bianco per potersi distinguere fra loro e si promettono di liberare il regno dalla Baroque Works. |                   |                  |

## DVD

### Giappone
Gli episodi della terza stagione di One Piece sono stati distribuiti in Giappone anche tramite DVD, tre per disco, dal settembre del 2002.
| N° | Data             | Dischi | Episodi | Extra | Fonte |
| -- | ---------------- | ------ | ------- | ----- | ----- |
| 1  | 4 settembre 2002 | 1      | 78-80   | /     | [ 2 ] |
| 2  | 2 ottobre 2002   | 1      | 81-83   | /     | [ 3 ] |
| 3  | 7 novembre 2002  | 1      | 84-86   | /     | [ 4 ] |
| 4  | 4 dicembre 2002  | 1      | 87-89   | /     | [ 5 ] |
| 5  | 8 gennaio 2003   | 1      | 90-92   | /     | [ 6 ] |